# Oligostigma andeolalis
Oligostigma andeolalis là một loài bướm đêm trong họ Crambidae.